# فیک تکسی
تاکسی تقلبی یا فیک تکسی (انگلیسی: Fake Taxi) یک وبسایت پرنوگرافی است و فیلم‌های با مضمون پورنوگرافی واقعیت‌محور تولید می‌کند. مالکیت آن را جناثان تود بر عهده دارد.

## سناریو
فیلم‌های فیک تکسی همه از سناریویی مشابه پیروی می‌کنند که با یک مکالمه بین راننده تاکسی و مسافر شروع می‌شود. در حالی که دوربین‌های مخفی تاکسی فیلم‌برداری می‌کنند، راننده مسافری را برای ورود به تاکسی انتخاب می‌کند. راننده زن و مرد، اغلب به دلیل فقدان سرمایه یا پول کرایه از جانب مسافر، راهی برای متقاعد کردن مسافر خود برای شرکت در روابط جنسی در پشت تاکسی پیدا می‌کند. وبسایت فیک تکسی به وسیله ویدیو، هنرپیشه و صحنه‌هایی که دارد، جزو وبسایت‌های فیک‌هاب دسته‌بندی می‌شود. بیشتر محتوا فقط با عضویت پرداختی قابل نمایش است.